# Chronologie de Rio de Janeiro
 (août 2023).
Ce qui suit est une chronologie de l'histoire de la ville de Rio de Janeiro, ancienne capitale du Brésil fondée en 1565.

## XVIesiècle
- 1502 - Les Portugais découvrent le 1er janvier la baie de Guanabara, qu'ils prennent pour un estuaire. Pour cette raison ils nomment le lieu Rio de Janeiro (Fleuve de Janvier).
- 1565  
  - 1er mars : São Sebastião do Rio de Janeiro fondée par les Portugais [1] en l'honneur du roi Sébastien Ier.
  - Construction de la forteresse Fortaleza de São João pour protéger la baie.

## XVIIesiècle
- 1603 - Construction du fort Saint Jean de Mercy.
- 1663 - Lancement du galion Padre Eterno.
- 1693 - Construction de la prison de Calaboose.

## XVIIIesiècle
- 1710 - Raid de Rio de Janeiro : première tentative française de prendre la ville aux Portugais.
- 1711 - Bataille de Rio de Janeiro : seconde tentative française de reprendre la ville aux Portugais.
- 1730 - Construction de l'église Notre-Dame de Gloire d'Outeiro.
- 1736 - Academia dos Felizes (pt) fondée [2].
- 1743 - Construction du Palais Impérial.
- 1750 - Construction de l'aqueduc de Carioca.
- 1752 - Academia dos Seletos (pt) fondée [2].
- 1763 - Le centre administratif de l'Amérique portugaise est déplacé de Salvador à Rio de Janeiro.
- 1770 - Consécration de l'ancienne cathédrale de Rio de Janeiro.
- 1777 - Construction du Palais du Marquis do Lavradio, résidence du vice-roi du Brésil.
- 1783 - Construction du Passeio Público, plus ancien espace vert public de la ville.
- 1792 - Fondation de la Real Academia de Artilharia, Fortificação e Desenho.

## XIXesiècle

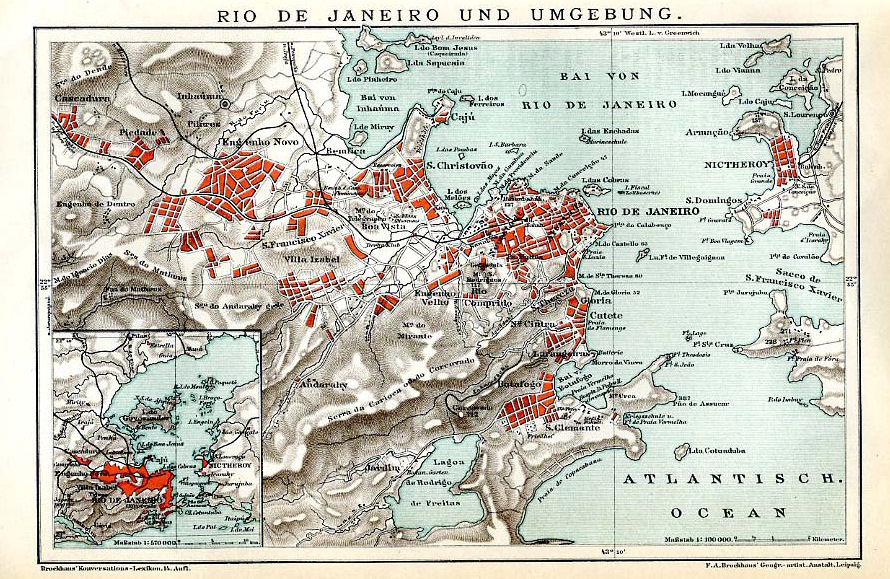
Plan de Rio de Janeiro, 1895

- 1803 - Construction du Palais de Saint-Christophe.
- 1808
  - La ville devient capitale du Royaume du Portugal et accueille la cour et la famille royale [3].
  - Impressão Régia (pt) (imprimerie royale) commence à fonctionner.
  - 10 septembre : début de la publication du journal Gazeta do Rio. [4]
- 1810 - Fondation de la Bibliothèque royale du Brésil, future Bibliothèque Nationale.
- 1811 - Inauguration de l'église Candelária.
- 1811 - Début de la construction du quai de Valongo.
- 1815 - La ville devient la capitale du Royaume-Uni du Portugal, du Brésil et des Algarves.
- 1818 - Création du Musée royal.
- 1822
  - La ville devient capitale du Brésil indépendant.
  - Ouverture du Jardin Botanique de Rio de Janeiro [5] fondé en 1808.
- 1825 - Signature du Traité de Rio de Janeiro entre le Portugal et le Brésil, reconnaissant l'indépendance du Brésil.
- 1826 - Académie impériale des Beaux-Arts fondée [6].
- 1827
  - Jornal do Commercio commence sa publication[7].
  - Fondation de l'Observatoire astronomique.
  - Sociedade Auxiliadora da Indústria Nacional (pt) fondée à Rio[8].
- 1838 
  - Création des Archives Publiques Impériales.
  - Institut Historique et Géographique Brésilien dont le siège est à Rio.
- 1852 
  - Construction du Theatro Provisorio.
  - Ouverture des cimetières de Caju et de Sao Jao Batista.
- 1853 - Construction du palais Guanabara.
- 1854 - Achèvement du Palais Catete.
- 1855 - Achèvement du complexe gouvernemental du palais d'Itamaraty.
- 1858
  - Mise en service du chemin de fer Dom Pedro II[9].
  - Gare Central do Brasil inaugurée.
- 1871 - Inauguration du Theatro Dom Pedro II (théâtre).
- 1872 - Population : 274 972 .
- 1877 - Ouverture du tramway de Santa Teresa.
- 1884 - Ouverture du chemin de fer à crémaillère du Corcovado.
- 1887 - Inauguration du Cabinet royal portugais de lecture.
- 1888 - Abolition de l'esclavage au Brésil.
- 1891 - Le Jornal do Brasil commence à paraître.
- 1893 - Première édition officielle du Carnaval de Rio
- 1894 - La Confiserie Colombo (café-restaurant) ouvre en style Belle-Epoque.
- 1895 - Création du club omnisports de Flamengo.
- 1896 - Fondation de l'Académie brésilienne des lettres[2].
- 1898 - Création du Vasco de Gama Futebol Clube.

## XXesiècle

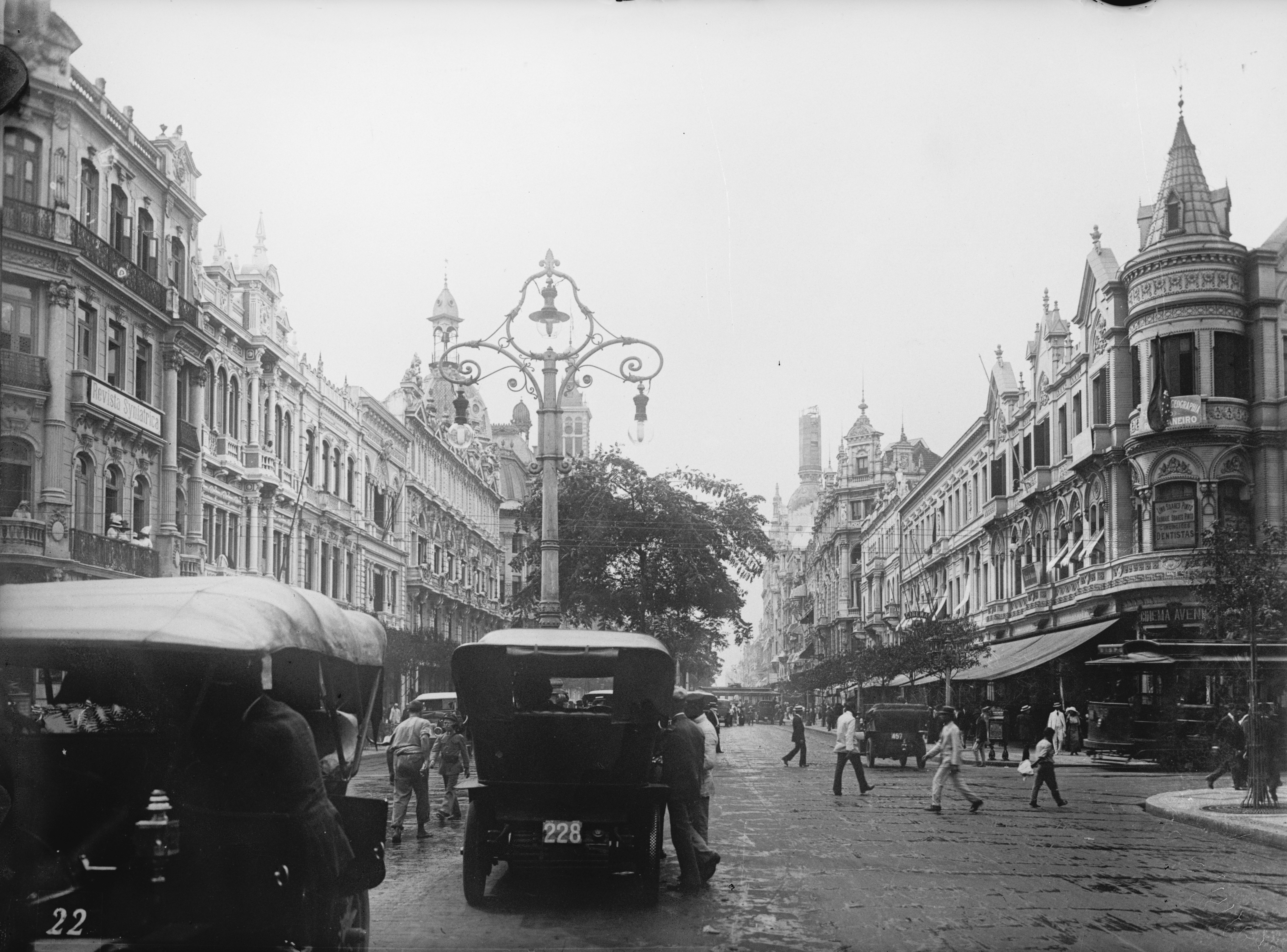
Rio de Janeiro, dans les années 1910

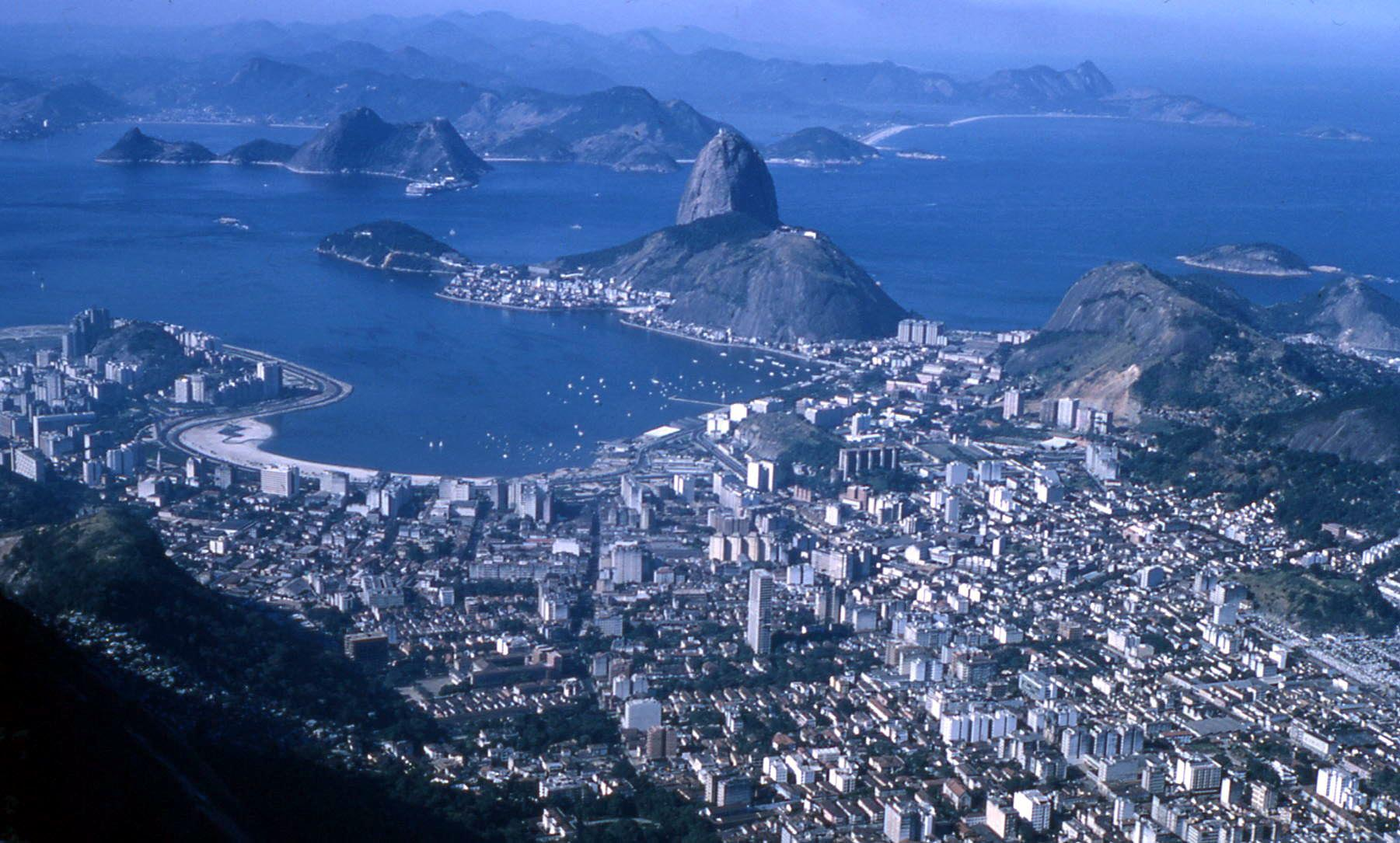
Rio de Janeiro, 1967

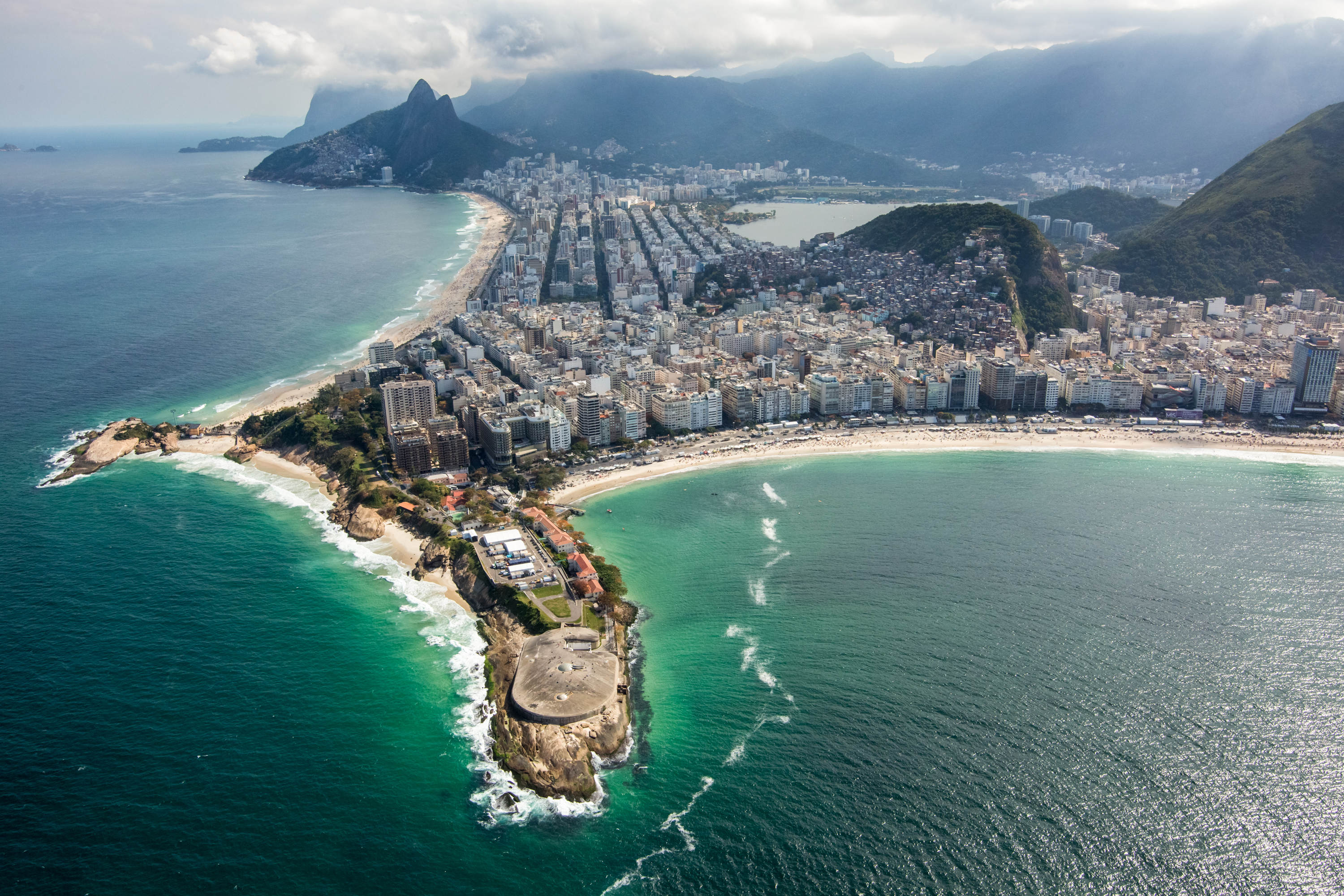
Fort de Copacabana

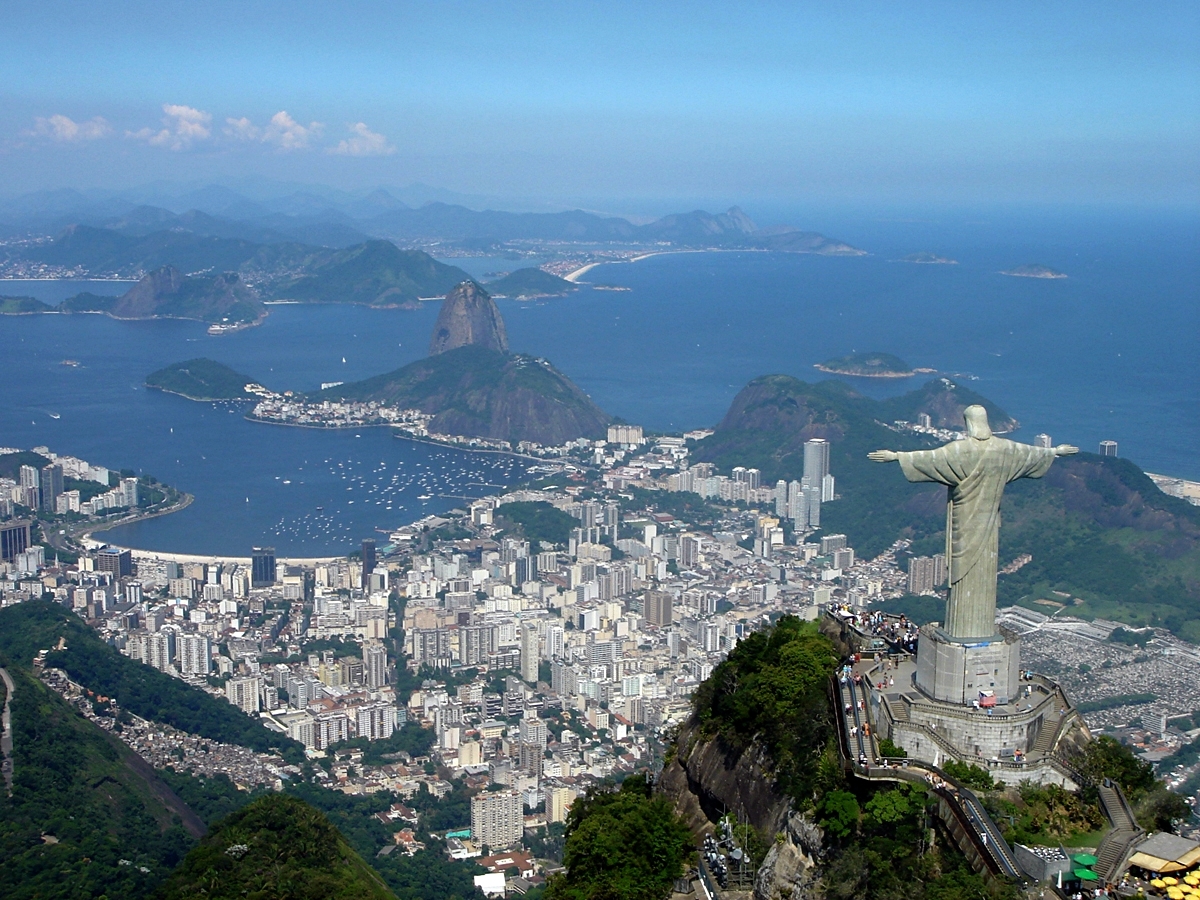
Christ Rédempteur

### 1900-1940
- 1902 
  - Fondation de l'Université Cândido Mendes.
  - Création du Fluminense Futebol Clube.
- 1904
  - Révolte du vaccin[10].
  - Construction de l'Avenida Rio Branco.
  - Création du club omnisports de Botafogo.
- 1906 - Édification du Palais Monroe et de l'obélisque de l'avenue Rio Branco.
- 1908
  - Conception du drapeau de la ville adoptée.
  - Exposition du centenaire de l'ouverture des Ports du Brésil tenue dans le quartier d'Urca.
  - 7 avril : Associação Brasileira de Imprensa (pt) dont le siège est en ville.
- 1909 - Teatro Municipal (théâtre) inauguré.
- 1910 - Port de commerce de Rio en activité.
- 1912
  - Construction de la base aérienne d'Afonsos.
  - Création du Musée de la police civile.
- 1914 - Construction du Fort de Copacabana et du Palais Laranjeiras.
- 1917 - Grève ouvrière[11].
- 1919 - Championnat sud-américain de football organisé.
- 1920 - Fondation de l'Université fédérale de Rio de Janeiro.
- 1922
  - Juillet : Tentative de putsch[11].
  - Création du Musée historique national du Brésil.
  - Population : 1 130 000.
  - Construction de l'hôtel Gloria.
  - Morro do Castelo (colline du château) démoli - maintenant quartier de Castelo[12].
- 1923 
  - Inauguration du Copacabana Palace Hotel.
  - Achèvement du Palais Pedro Ernesto, siège de la Mairie (Câmara Municipal) de Rio de Janeiro.
- 1925 - Le journal O Globo commence à paraître.
- 1926 
  - Hippodrome de Gávea construit.
  - Inauguration du Palais Tiradentes, abritant la Chambre des Députés.
- 1927 - Construction de l'Edificio do Jornal A Noite.
- 1931
  - Construction de la statue du Christ Rédempteur.
- 1934 - Fondation du Musée historique de la ville de Rio de Janeiro.
- 1936
  - Inauguration de l'aéroport Bartolomeu de Gusmão.
  - Ouverture de l'aéroport de Manguinhos.
  - Inauguration de l'aéroport Santos Dumont.
- 1937 - Fondation de l'Université Santa Ursula.
- 1938 - Inauguration du Musée National des Beaux-Arts.
- 1940 - Fondation de l'Université catholique pontificale de Rio de Janeiro.
- 1943
  - Construction du palais Gustavo Capanema.
  - Création de la base aérienne de Santa Cruz.
- 1945 - Inauguration du Jardin Zoologique dans le parc de Boa Vista.
- 1947 - Championnat sud-américain de basket-ball organisé.
- 1949 - Tribuna da Imprensa (pt) commence à paraître.

### Années 1950-1990
- 1950
  - Création de l'Université d'État de Rio de Janeiro.
  - Ouverture du stade Maracanã pour la Coupe du Monde de football 1950.
  - Population : 2 303 063[13].
- 1951 - Catastrophe du passage à niveau de Nova Iguaçu.
- 1952
  - Création de l'Instituto Nacional de Matemática Pura e Aplicada.
  - Fondation de l'Escola Brasileira de Administração Pública e de Empresas.
  - Manchete (magazine) dont le siège est en ville[7].
- 1953 - Création du Musée de l'Indien [14].
- 1954 - Ginásio do Maracanãzinho construit.
- 1958 - Accident ferroviaire.
- 1960
  - La capitale brésilienne est transférée de Rio à Brasília.
  - Rio devient l'État de Guanabara, le plus petit État du Brésil.
- 1961
  - La forêt de Tijuca devient un parc national.
  - Edificio Avenida Central construit.
- 1964 - Construction du Musée d'Art Moderne [15].
- 1965
  - La télévision TV Globo commence à émettre.
  - Création du parc de Flamengo.
  - La bande d'Ipanema commence ses activités criminelles.
- 1968 - Marche des Cent Mille contre la dictature militaire [16].
- 1970 - Population : 4 252 009 [17].
- 1971
  - Ouverture de l'aéroport de Jacarepaguá.
  - Fondation des Faculdades Integradas Hélio Alonso.
- 1972
  - Construction du siège de Petrobras.
  - Construction de l'hôtel Horsa Nacional.
- 1974 
  - Ouverture du pont Rio-Niteroi.
  - Création du Parc naturel d'État de Pedra Branca.
- 1975
  - La ville devient capitale de l'État de Rio de Janeiro.
  - Création de l'Escola de Artes Visuais do Parque Lage.
- 1976 - Ouverture de l'hôtel Méridien Copacabana.
- 1977
  - Complexe évènementiel de Riocentro construit dans le quartier de Barra da Tijuca.
  - Ouverture de l'hôtel Rio Othon Palace.
- 1978 - Construction de l'Autodrome International Nelson Piquet.
- 1979
  - Première ligne du métro de Rio de Janeiro.
  - Création de l'Universidade Federal do Estado do Rio de Janeiro.
  - Construction de la cathédrale de Rio de Janeiro.
- 1981 - Centre commercial de Barra ouvre ses portes à Barra da Tijuca.
- 1982 - Construction du Rio Sul Center.
- 1983
  - La télévision Rede Manchete commence à émettre.
- 1984
  - Sambodrome Marquês de Sapucaí construit.
- 1985 
  - Création du festival Rock in Rio.
  - La ville rejoint la nouvelle União das Cidades Capitais Luso-Afro-Américo-Asiáticas (pt) .
- 1989
  - 16 juillet : tournoi de football de la Copa América 1989.
  - Ouverture du Centro Cultural Banco do Brasil (succursale de Rio).
- 1990
  - Création du musée de la Fondation Eva Klabin.
  - La construction de l'Escalier Selarón commence.
- 1991
  - Population : 5 473 909.
  - Création de la réserve naturelle de Marapendi.
- 1992 - Conférence des Nations Unies sur l'environnement et le développement (Sommet de la Terre)[18].
- 1993
  - Massacre de Candelária.
  - Population : 5 547 033 (estimation)[19].
- 1994 - Ouverture de la salle métropolitaine.
- 1995 - Construction du Centro Empresarial Internacional Rio.
- 1997
  - Ouverture du complexe sportif Miécimo da Silva.
- 1998
  - Ouverture du parc d'attractions Terra Encantada.
  - Le bâtiment Palace II s'effondre.
- 1999 - Première édition du Festival international du film de Rio de Janeiro.
- 2000 - Championnats ibéro-américains d'athlétisme.

## XXIesiècle

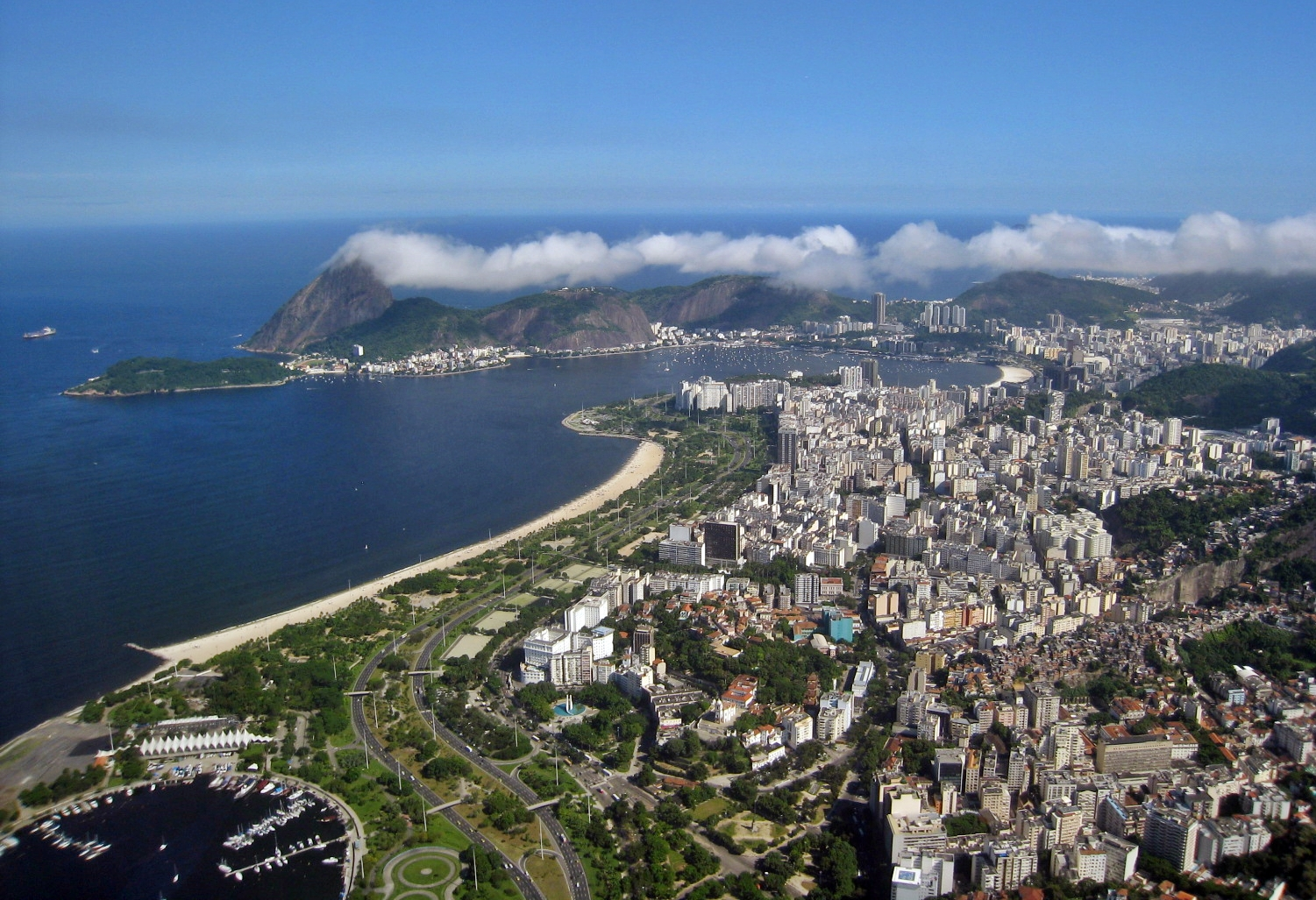
Rio de Janeiro, 2008

- 2002 - Création de l'Instituto Superior de Tecnologia em Ciências da Computação do Rio de Janeiro.
- 2006 - Fondation du magasin Koni.
- 2007
  - Stade Olympique João Havelange construit.
  - Ouverture de la HSBC Arena (Rio de Janeiro).
  - Tenue des Jeux panaméricains de 2007 dans le nouveau stade olympique.
  - Collision ferroviaire à Rio de Janeiro.
- 2008 - Début du championnat international de jiu-jitsu de Rio.
- 2009
  - Eduardo Paes devient maire[20].
  - Rio remporte la candidature pour les Jeux olympiques et paralympiques de 2016.
- 2010
  - Concours de football du Forum urbain mondial et de la Coupe du monde des sans-abri.
  - Ouverture du parc de la bibliothèque Manguinhos à Benfica.
  - Population : 6 320 446 [21].
- 2011
  - Cidade das Artes construite à Barra da Tijuca.
  - Fusillade de Realango.
- 2012
  - 17 février : ouverture du Ponte do Saber reliant l'Université de Rio au centre ville.
  - Mars : inscription de Rio : paysages cariocas, entre mer et montagnes, sur la liste du Patrimoine mondial de l'UNESCO.
  - 6 juin : Inauguration du bus TransOeste.
  - 20-22 juin : Conférence des Nations Unies sur le développement durable.
- 2013 
  - Mouvement protestataire au Brésil.
  - Ouverture du musée d'Art de Rio.
  - La ville accueille les Journées Mondiales de la Jeunesse 2013.
- 2014 - Coupe du Monde de football 2014 (dont la finale au stade Maracana) et Coupe du monde de Street Child.
- 2015
  - Décembre : Ouverture du Musée de Demain de l'architecte Santiago Calatrava.
- 2016
  - Deux premières lignes du Tramway de Rio ouvertes.
  - Jeux Olympiques et Jeux Paralympiques organisés.
  - 14 octobre : Ultra Brasil (festival de musique électronique)
  - 25 octobre : Anima Mundi (festival du film d'animation)
  - 31 octobre : inauguration de l'AquaRio, aquarium le plus vaste d'Amérique latine, situé dans la zone du port.
- 2017 - Quai de Valongo désigné site du patrimoine mondial de l'UNESCO.
- 2018
  - 2 septembre : Incendie du Musée national du Brésil.
- 2019 
  - Ouverture de la troisième ligne du tramway.
  - 6 décembre : ouverture de la grande roue Rio Star, la plus haute d'Amérique Latine.
- 2021 - Le Site Roberto Burle Marx classé site du patrimoine mondial de l'UNESCO.
- 2024 - La ville accueille le Sommet du G20.

## Source de traduction
- (en) Cet article est partiellement ou en totalité issu de l’article de Wikipédia en anglais intitulé « Timeline of Rio de Janeiro » (voir la liste des auteurs).